# Klasa 12

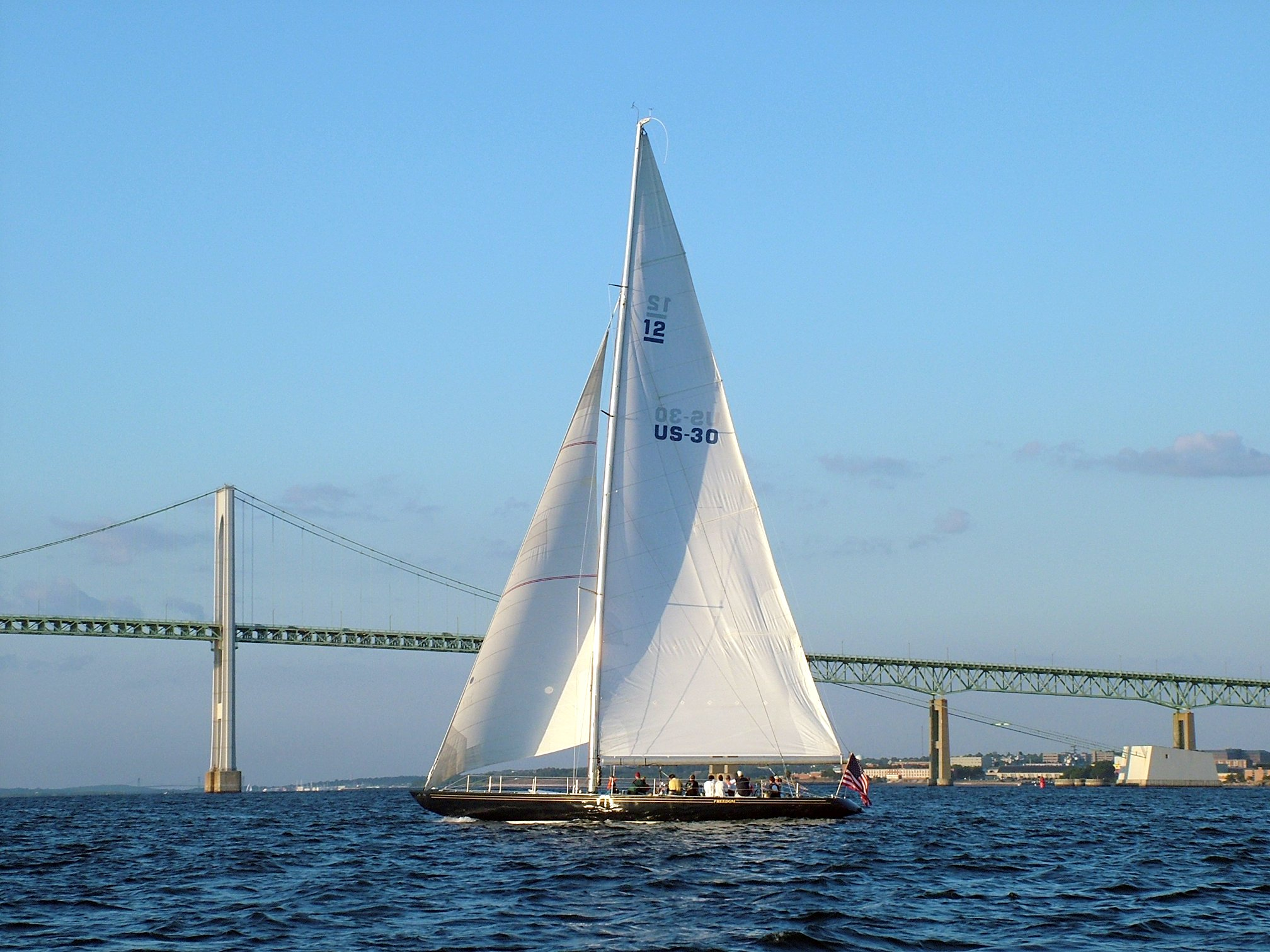
Jacht US-30 Freedom

Klasa 12 (R-12) – metryczna klasa jachtów, które według International Rule otrzymały rating regatowy 12. 
Wynik w International Rule jest niemianowany, jednak dane przedstawiane są w jednostkach metrycznych. Pierwsze jachty klasy 12 powstały w Europie w 1907, zaś po drugiej stronie Atlantyku zaczęto je projektować w 1935. Rozpowszechnienie się jachtów klasy 12 umożliwiło europejsko-amerykańskie z 1930 porozumienie ujednolicające system klasyfikacji jachtów. Na mocy tego porozumienia jednostki do metrycznej kasy 15 klasyfikowano według europejskiej International Rule, zaś większe według opracowanej przez New York Yacht Club Universal Rule. Jachty te okres świetności przeżywały w latach 1958–1987, gdy brały udział w regatach o Puchar Ameryki. Znak klasy to 12 na grocie.